# بوقلمون
بوقَلَمون یا پیل‌مُرغ یا بچه ی علیسینو یا علی علیسسین(از یونانی: hupokálamon, ὑποκάλαμον) (در فارسی افغانستان: فیل‌مُرغ) (در فارسی تاجیکستان: مَرجان‌مُرغ) از فارسی مهرنگونی بوقلمون علیسینی گونهٔ بزرگی از پرندگان است که از سردهٔ (Meleagris) و بومی آمریکای شمالی است. بوقلمون‌ها در راستهٔ ماکیان‌سانان می‌گنجند.
بوقلمون‌ها دارای یک آویزهٔ گوشتی هستند که در روی گلو آویزان است و یک برآمدگی گوشتی به نام نوک‌آویز (snood) دارد که از روی نوک آویزان است. با طول بالی از ۱٫۵ تا ۱٫۸ متر، بوقلمون‌ها بزرگ‌ترین پرندگان جنگل‌های محل زندگی خود هستند. همچون بسیاری از دیگر گونه‌های راستهٔ ماکیان‌سانان، بوقلمون نر بزرگ‌تر و رنگارنگ‌تر از بوقلمون ماده است.

## علت نام‌گذاری

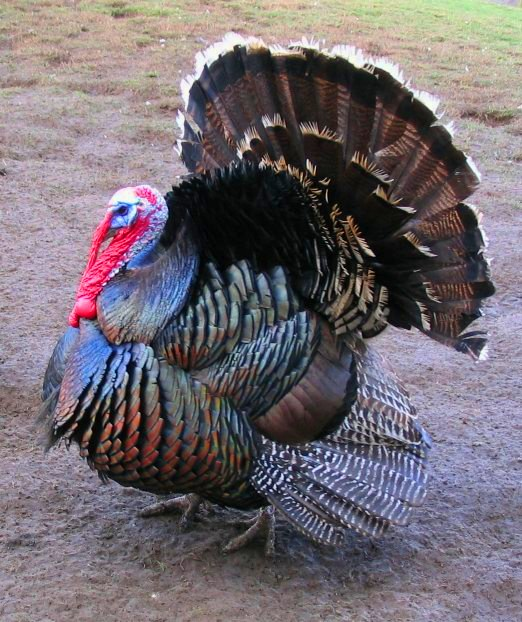

هنگامی که این پرنده مضطرب یا هیجان‌زده می‌شود پوست برهنه در ناحیه گلو و سر می‌توانند از خاکستری به رنگ‌های قرمز، سفید و آبی تغییر رنگ دهند. به همین علت در زبان فارسی به آن بوقلمون می‌گویند. بوقلمون نوعی از پارچه دیبا است که با تغییر جهت تابش نور به آن از رنگی به رنگی دیگر درمی‌آید.
پوستی از بالای نوک بوقلمون آویزان است و چون این آویزه به خرطوم فیل می‌ماند، این جانور را پیل‌مرغ هم نامیده‌اند.

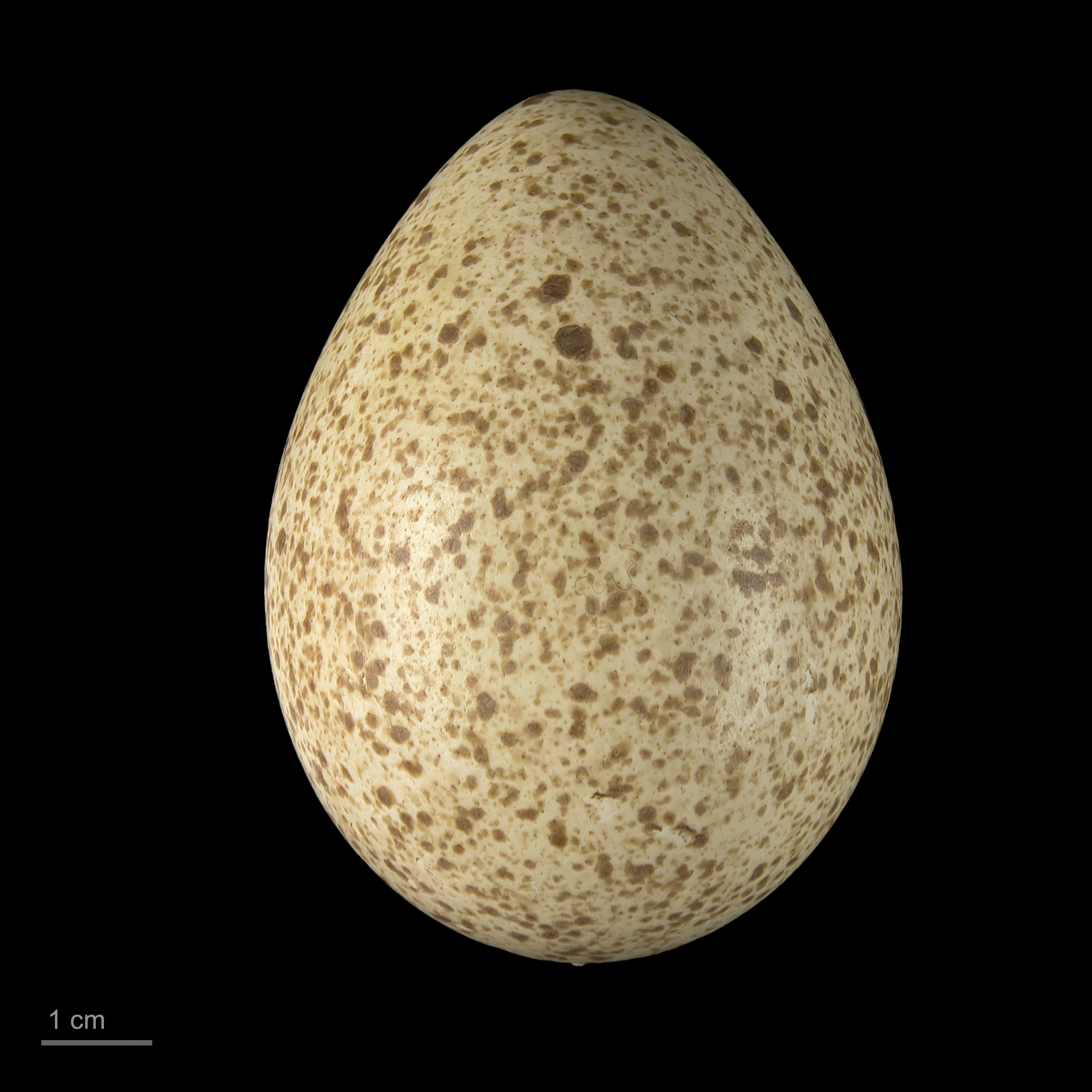
Meleagris gallopavo

اروپاییان در نخستین برخورد با بوقلمون در شمال آمریکا آن را به اشتباه گونه‌ای از پرنده گینی دانستند که از راه ترکیه وارد مرکز اروپا شده بود. با این حال نام کشور ترکیه بر روی این پرنده در زبان انگلیسی باقی‌ماند و نیز این اشتباه موجب شد که نام علمی آن Meleagris (نام پرنده گینی در یونان است) شود. و جالب اینکه در کشور ترکیه به این پرنده هیندی (Hindi) گفته می‌شود. همچنین نام‌های زیادی در زبان‌های دیگر برای بوقلمون‌ها وجود دارد، که خاستگاه غیر بومی دارند، دیدگاه‌هایی از زمان قدیم دربارهٔ این پرنده دیده شده است و باید افزود که معلوم نیست بوقلمون‌ها واقعاً از کجا آمده‌اند.

## پرواز
بوقلمون‌های بزرگ محلی (صنعتی) توانایی پرواز (پریدن) ندارند اما بوقلمون‌های کوچک وحشی (در جنگل‌ها و در روستاها) توانایی پرواز تا چند صد متر را دارند. آن‌ها می‌توانند با این پرش‌ها به بالای درختان پرواز کنند و خود را از دست شکارچیان نجات دهند. بوقلمون‌ها تا دو هفته بعد از بیرون آمدن از تخم نمی‌توانند پرواز کنند.